# 臭化ルビジウム
臭化ルビジウム（しゅうかルビジウム、英: rubidium bromide）は、ルビジウムの臭化物である。格子定数が 6.85 Åの塩化ナトリウム型結晶構造を持つ。
臭化ルビジウムは、水酸化ルビジウムと臭化水素酸を反応させるか、臭化水素酸を炭酸ルビジウムで中和させて合成する。
{\displaystyle {\ce {RbOH\ + HBr -> RbBr\ + H2O}}}
{\displaystyle {\ce {Rb2(CO3)\ + 2HBr -> 2RbBr\ + H2O\ + CO2}}}
金属ルビジウムと臭素を直接反応させて合成することもできるが、金属ルビジウムは炭酸塩や水酸化物に比べて高価であり、また、爆発的に反応するため適切な合成法ではない。